# Liste des édifices religieux de Bordeaux
Cet article présente la liste des édifices religieux situés dans le territoire de la ville de Bordeaux.
Note : cette liste n'est pas exhaustive.

## Catholique
| Édifice                                                                | Adresse                                                                                                 | Illus. |
| ---------------------------------------------------------------------- | --- | ------ |
| Cathédrale Saint-André de Bordeaux, Gothique, XIe siècle               | Place Pey-Berland, 33000 Bordeaux                                                                       |        |
| Église el Solar espagnol                                               | rue Dubourdieu, 33800 Bordeaux                                                                          |        |
| Église Notre-Dame de Bordeaux autrefois Saint Dominique                | Place du Chapelet, 33000 Bordeaux                                                                       |        |
| Église Notre-Dame-des-Anges                                            | rue de Pessac, 33000 Bordeaux                                                                           |        |
| Église Notre-Dame-du-Lac, contemporain, XXe siècle                     | avenue André Reinson, 33300 Bordeaux                                                                    |        |
| Église Notre-Dame-de-Lourdes du Cypressat, XXe, 1911                   | avenue Thiers (La Bastide), 33100 Bordeaux                                                              |        |
| Église Notre-Dame-de-Lourdes, Hospitalité bordelaise                   | rue Saint Genès, 33000 Bordeaux                                                                         |        |
| Église du Sacré-Cœur de Bordeaux, XIXe siècle, néo romane              | rue Lefol, 33300 Bordeaux                                                                               |        |
| Abbatiale Sainte-Croix                                                 | place Pierre Renaudel, 33800 Bordeaux                                                                   |        |
| Église Sainte-Eulalie de Bordeaux                                      | rue Jean Burguet, 33000 Bordeaux                                                                        |        |
| Église Sainte-Geneviève, de style romano-byzantin                      | rue Bertrand de Goth, 33800 Bordeaux                                                                    |        |
| Église Sainte-Marie de la Bastide, néo médiévale, XIXe, 1887           | avenue Thiers (la Bastide), 33100 Bordeaux                                                              |        |
| Église Saint-Augustin, Néo gothique, XIXe siècle, 1894                 | place de l'Église Saint-Augustin, 33000 Bordeaux                                                        |        |
| Église Saint-Bruno de Bordeaux, Italien, baroque, XVIIe siècle         | place du onze Novembre, 33000 Bordeaux                                                                  |        |
| Église Saint-Éloi de Bordeaux                                          | rue Saint-James, 33000 Bordeaux                                                                         |        |
| Église Saint-Ferdinand de Bordeaux                                     | rue de la Croix de Seguey, 33000 Bordeaux                                                               |        |
| Église Saint-Jean de Belcier, contemporain, XXe siècle, 2009           | place Ferdinand Buisson, 33800 Bordeaux                                                                 |        |
| Église Saint-Louis-des-Chartrons, néogothique, XIXe siècle, 1880       | rue Notre-Dame, 33000 Bordeaux                                                                          |        |
| Église Saint-Martial, XIXe siècle, 1803                                | place Saint-Martial, 33300 Bordeaux                                                                     |        |
| Basilique Saint-Michel de Bordeaux, Gothique flamboyant, XVe siècle    | place Canteloup et Meynard, 33000 Bordeaux                                                              |        |
| Église Saint-Nicolas, XIXe siècle, 1823                                | rue Saint-Nicolas, 33800 Bordeaux                                                                       |        |
| Église Saint-Paul-Saint-François-Xavier de Bordeaux                    | rue des Ayres, 33000 Bordeaux                                                                           |        |
| Église Saint-Pierre de Bordeaux, XIVe siècle, remanié XIXe             | place Saint-Pierre, 33000 Bordeaux                                                                      |        |
| Église Saint-Rémi de Bordeaux, XVe siècle                              | rue Jouannet, 33000 Bordeaux (devenue espace culturel)                                                  |        |
| Église Saint-Rémy-de-la-Vigne, restaurée 2022                          | rue Achard, 33300 Bordeaux                                                                              |        |
| Basilique Saint-Seurin, porche roman, portail sud gothique, XIe siècle | place des Martyrs de la Résistance 33000 Bordeaux                                                       |        |
| Église Saint-Victor                                                    | rue Mouneyra 33000 Bordeaux                                                                             |        |
| Église de la Trinité du Grand Parc, Contemporain, XXe siècle           | place de l'Europe (Cité du Grand Parc) 33000 Bordeaux                                                   |        |
| Église Saint-Projet                                                    | place Saint-Projet (restent la tour -photo- et la Croix) 33000 Bordeaux                                 |        |
| Église Saint-Siméon                                                    | rue Saint-Siméon (transformée en cinéma Utopia) 33000 Bordeaux                                          |        |
| Église Notre-Dame-du-Salut                                             | rue Amélie (Caudéran) 33200 Bordeaux                                                                    |        |
| Église Saint-Amand                                                     | avenue Louis Barthou -presbytère- place des Martyrs de la Résistance -église- (Caudéran) 33200 Bordeaux |        |
| Église Notre-Dame-de-Bonne-Espérance                                   | rue du Fils 33000 Bordeaux                                                                              |        |
| Église Sainte-Jeanne-d'Arc                                             | rue Quintin 33000 Bordeaux                                                                              |        |

## Chapelles

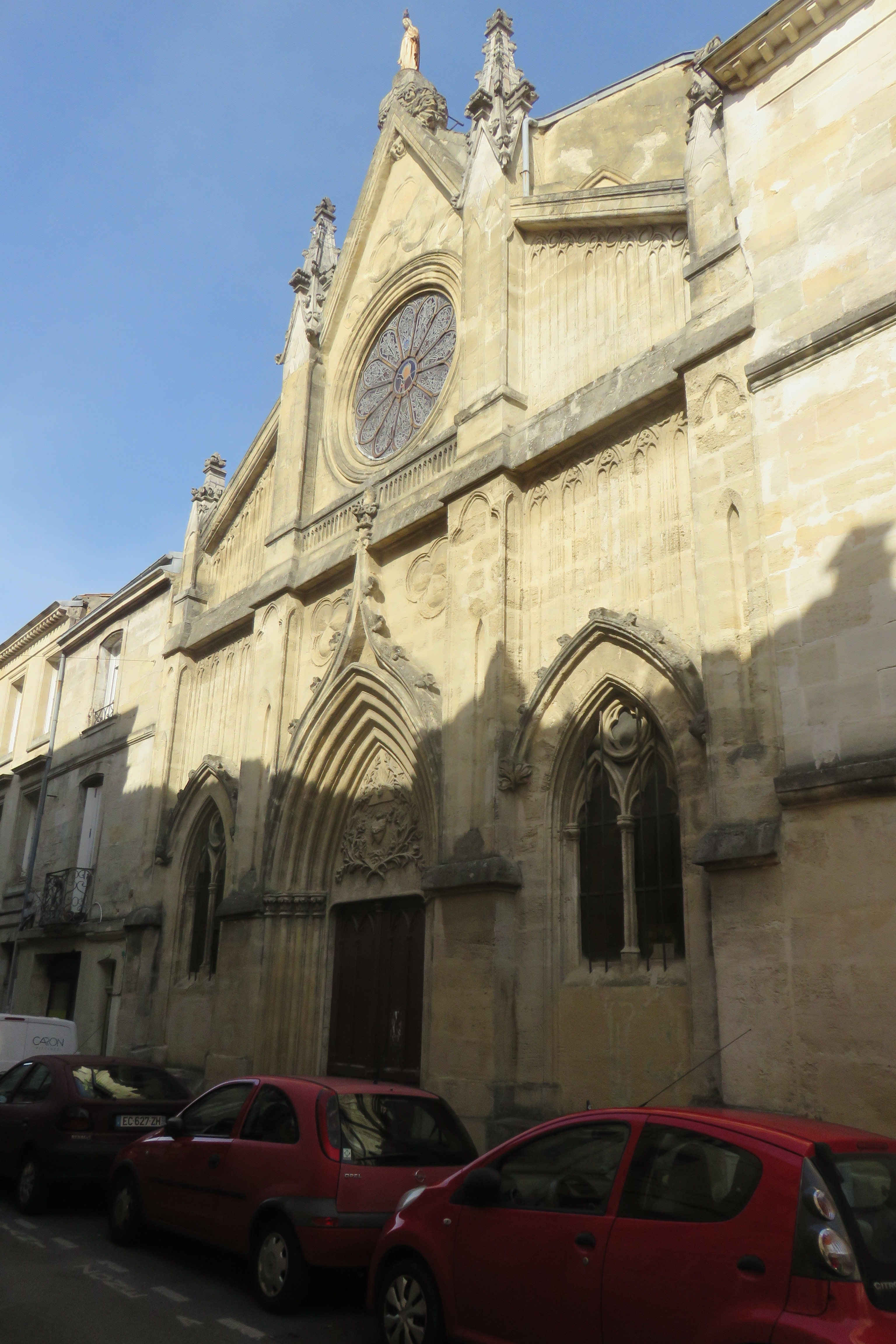
Chapelle des Spiritains

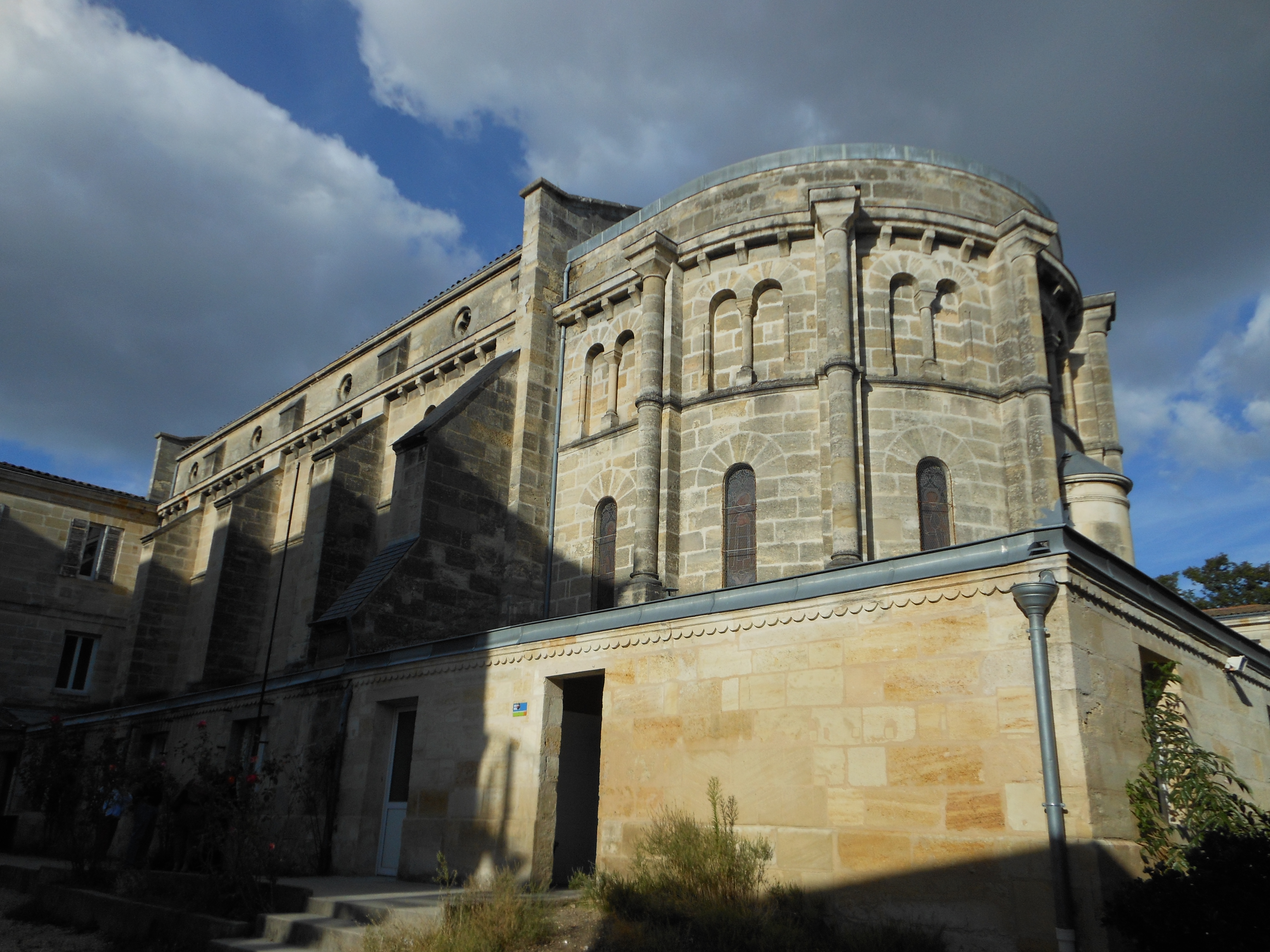
Chapelle du lycée de l'Assomption-Sainte-Clotilde

- Chapelle de l'archevêché, Cours de la Somme.
- Chapelle du centre d'éducation spécialisée Richard Chapon, rue de Marseille.
- Chapelle des Dames de la Foi, rue des Treuils.
- Chapelle du Grand Bon Pasteur, avenue De Gaulle.
- Chapelle de l'hôpital Saint-André, place de la République.
- Chapelle du Centre hospitalier spécialisé Charles-Perren, hôpital Charles Perrens, rue de la Béchade
- Chapelle du lycée de l'Assomption-Sainte-Clotilde, boulevard du Président Wilson
- Chapelle de la Madeleine, Cours Pasteur
- Chapelle de la maison de retraite Terre-Nègre, rue Ernest Renan
- Chapelle des Petites Sœurs des Pauvres, rue Judaïque
- Chapelle de la Résidence des Carmes, rue Montgolfier
- Chapelle des Sœurs du Cénacle (résidence-services Templitude), rue Ségalier
- Chapelle du Saint-Esprit (Chapelle des Spiritains), rue Gratiolet
- Chapelle du séminaire Saint-Joseph, rue Saint-Genès
- Chapelle Sainte-Monique, rue Guynemer (Caudéran)
- Chapelle des Annonciades, rue Paul-Louis Lande
- Chapelle Notre-Dame-du-Bon-Conseil, rue de Lisleferme
- Chapelle  de la Congrégation Sainte-Marthe, rue Bigot
- Chapelle de l'ancien séminaire, actuel CROUS, rue du Hamel
- Chapelle du couvent des Filles de Notre-Dame, actuel lycée privé Notre-Dame, rue du Palais-Gallien

## Protestant/Évangélique

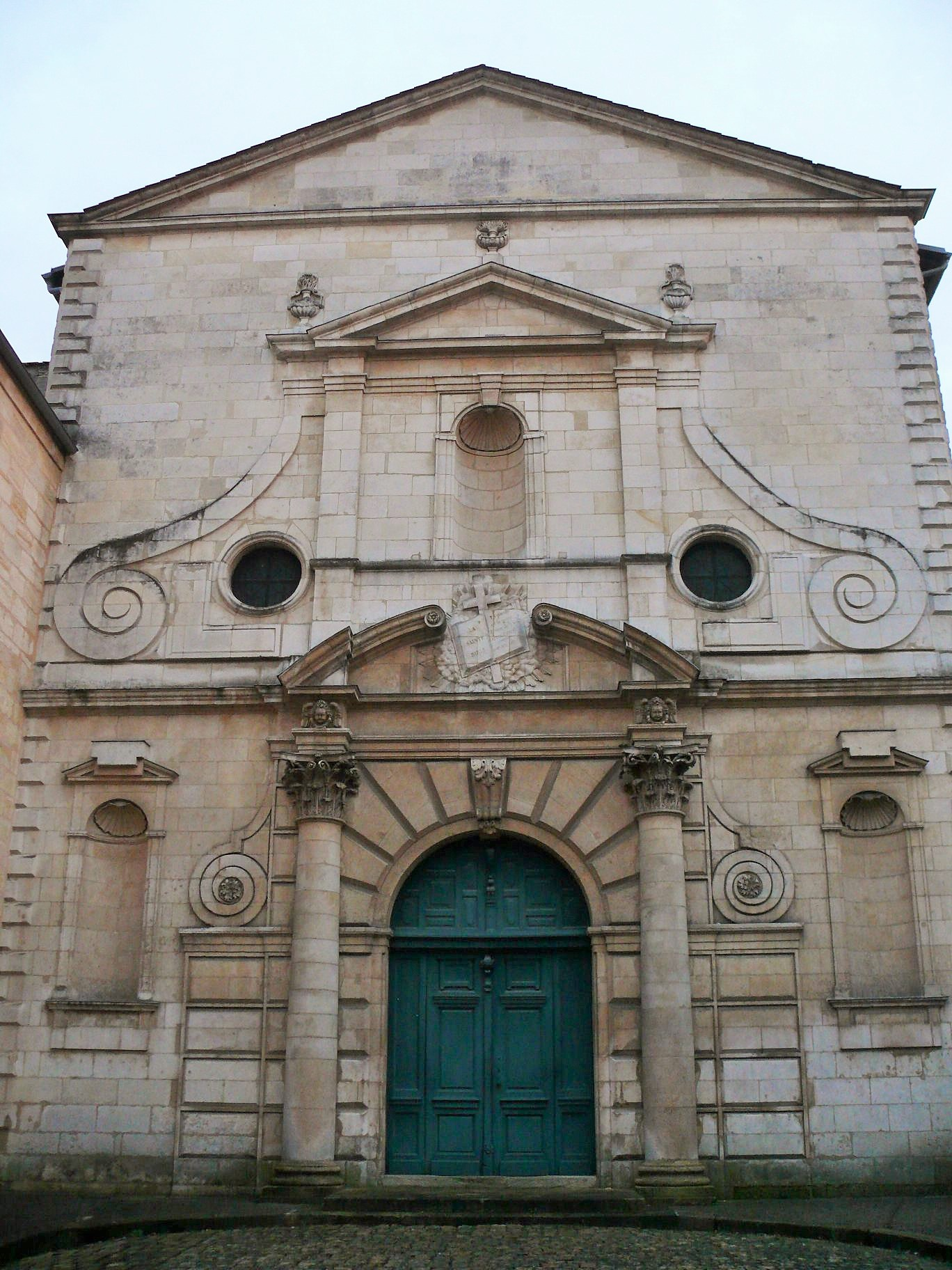
Temple du Hâ

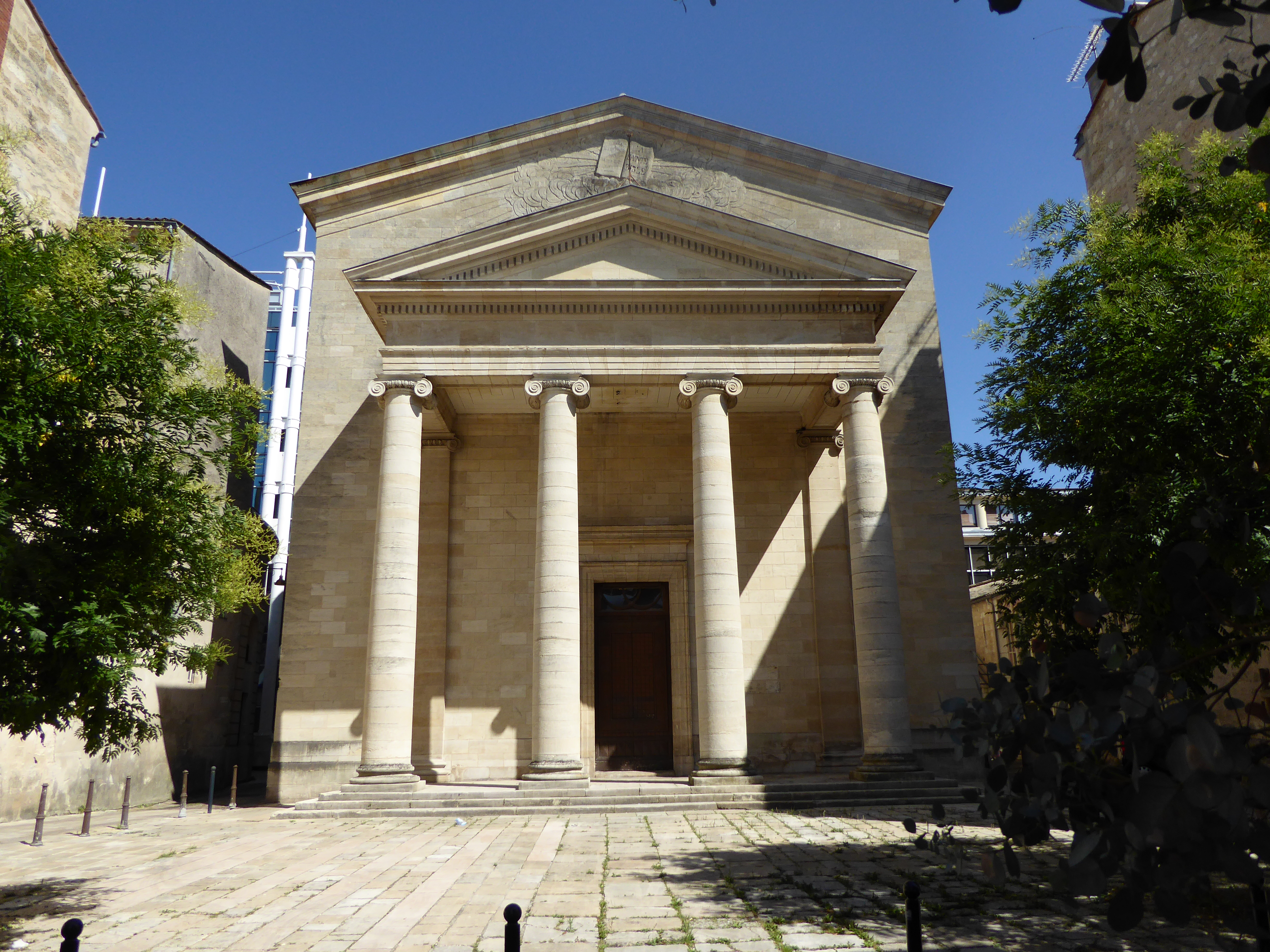
Temple des Chartrons

- Église Protestante Unie de France, Temple du Hâ, rue du Hâ, rive gauche.
- Temple des Chartrons, rue Notre-Dame (devenu espace d'exposition).
- Église Protestante Unie de Bordeaux Rive-droite, rue de Tresses.
- Église réformée protestante, rue Raymond Bordier (Caudéran) (désaffectée).
- Temple de l'église protestante évangélique, Cours Xavier Arnozan.
- Assemblée chrétienne, rue du Docteur Albert Barraud
- Église évangélique adventiste, rue du Docteur Roux, chapelle Jasmin (Caudéran)
- Église évangélique baptiste, Cours de la Marne.
- Église évangélique baptiste, rue Soubiras (Caudéran)
- Église évangélique, avenue de la République
- Église évangélique le Rocher, rue du Raccordement
- Église néo apostolique, rue Marsan

## Musulman
- Mosquée El Houda, rue Jules Guesde
- Mosquée Nour El Mohamadi, rue des Menuts
- Mosquée du Grand Parc, rue Jean Artus
- Mosquée Merkez-Cani, rue de la Halle

## Israélite
| Édifice                      | Adresse                          | Illus. |
| ---------------------------- | -------------------------------- | ------ |
| Grande synagogue de Bordeaux | rue du Grand Rabbin Joseph Cohen |        |

## Église millinaristes
- Salle du royaume des témoins de Jéhovah, rue Baudry Lacantinerie
- Salle du royaume des témoins de Jéhovah, rue Bourbon
- Salle du royaume des témoins de Jéhovah, rue de Candale
- Salle du royaume des témoins de Jéhovah, rue Jean Lalanne

## Orthodoxe
| Édifice                                                             | Adresse                                        | Illus. |
| ------------------------------------------------------------------- | ---------------------------------------------- | ------ |
| Église orthodoxe Saints Martial-Eutrope-Valérie-et-Estelle          | rue Peyronnet                                  |        |
| Église orthodoxe grecque Présentation-de-la-Sainte-Vierge-au-Temple | rue du Jardin Public du quartier des Chartrons |        |
| Église orthodoxe Saint-Joseph                                       | rue Paul Louis Lande                           |        |

## Culte antoiniste
| Édifice                       | Adresse     | Illus. |
| ----------------------------- | ----------- | ------ |
| Temple antoiniste de Bordeaux | 42 rue Goya |        |